# 智寬
智宽（?—?），中国战国时期晋国智氏的族人。
前453年，赵氏、魏氏、韩氏三家灭智，智伯瑶被杀，智氏族人或被杀，或流落外国。前448年，晋大夫智宽率他的邑人逃奔秦国，秦厉共公接纳他。